# 大徳寺通

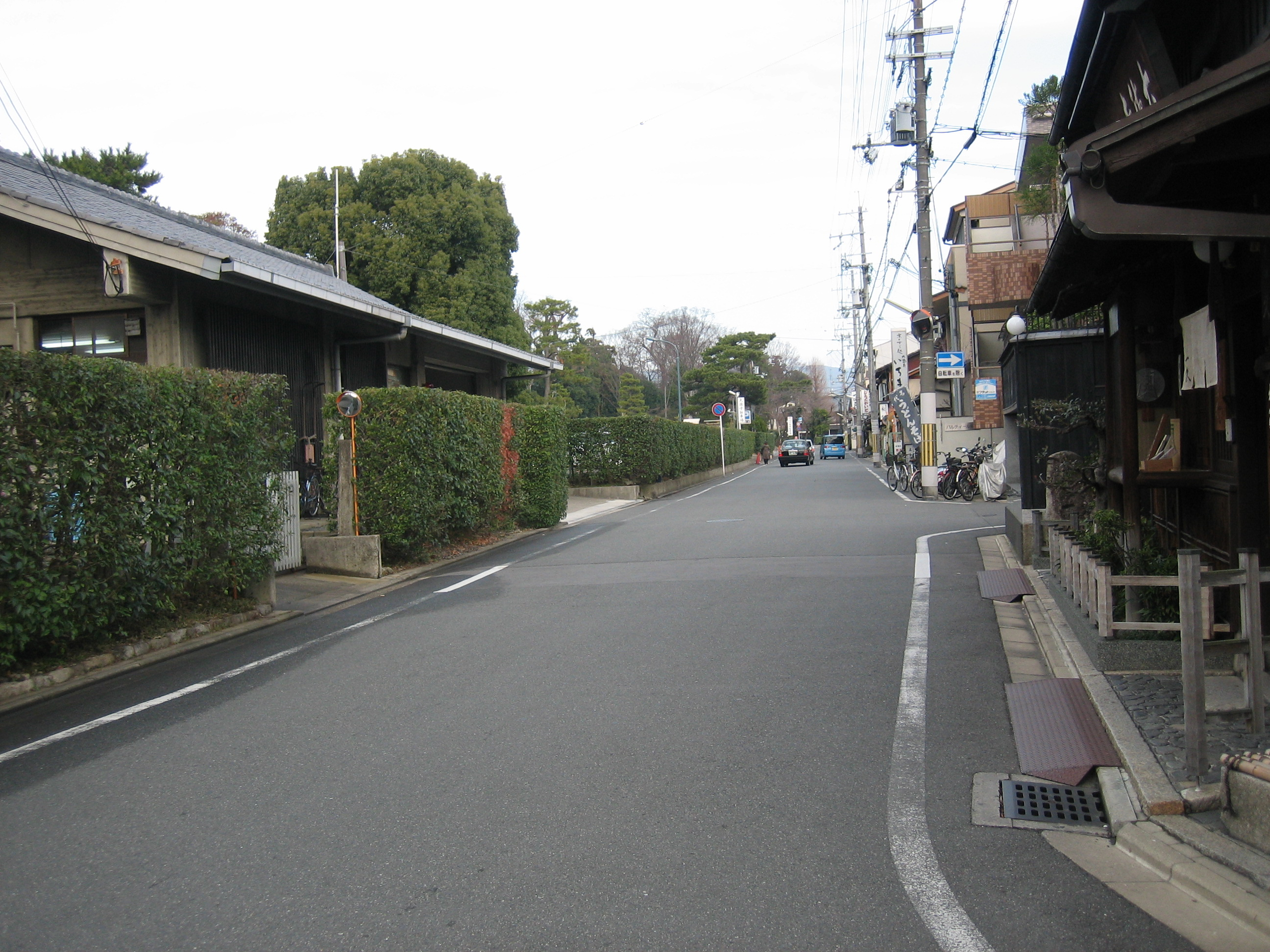
大徳寺通　紫野雲林院町から撮影

大徳寺通（だいとくじどおり）は、京都市北区を通る南北の通りの一つである。

## 概要

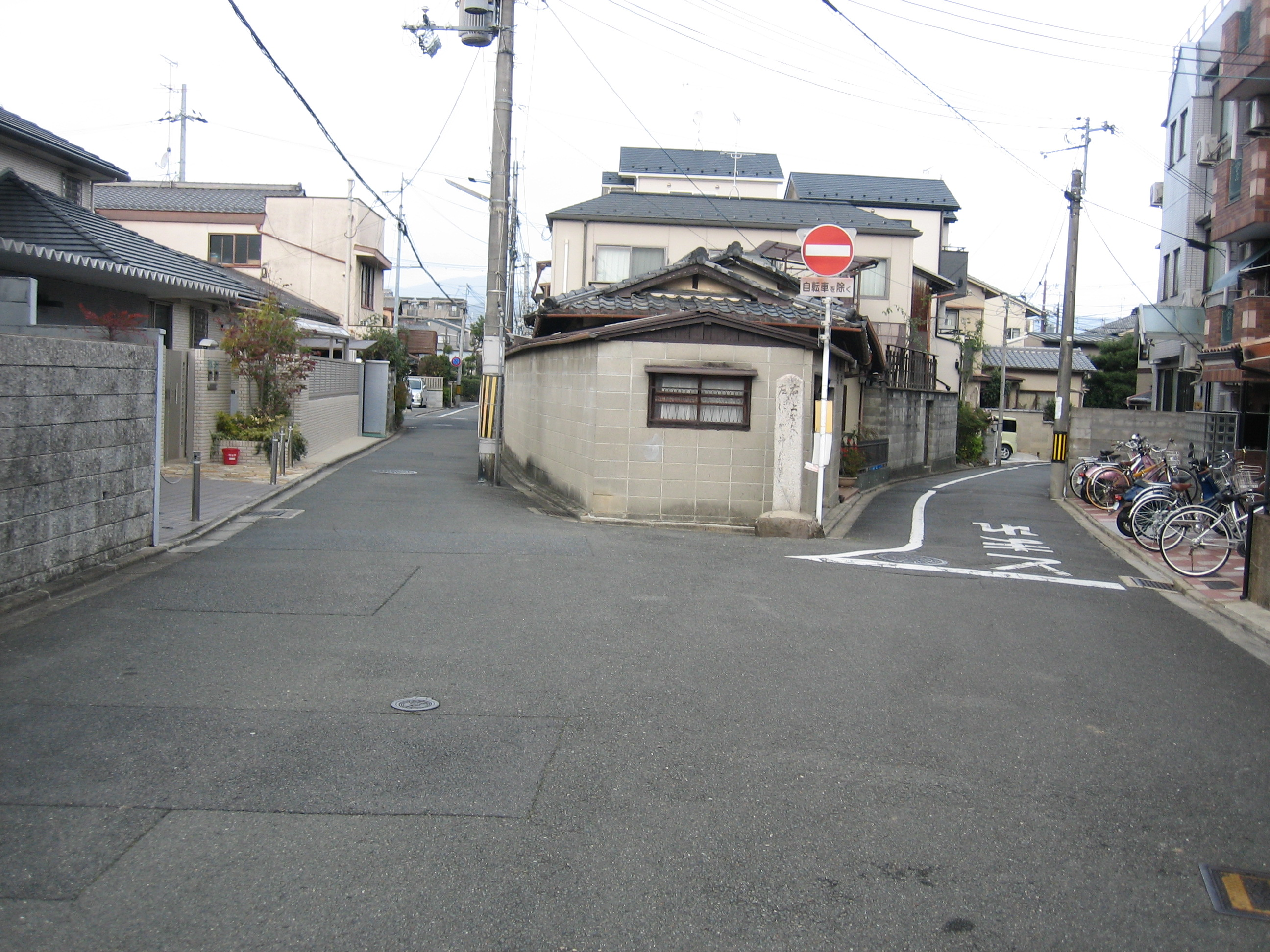
三叉路、大徳寺通は左へ

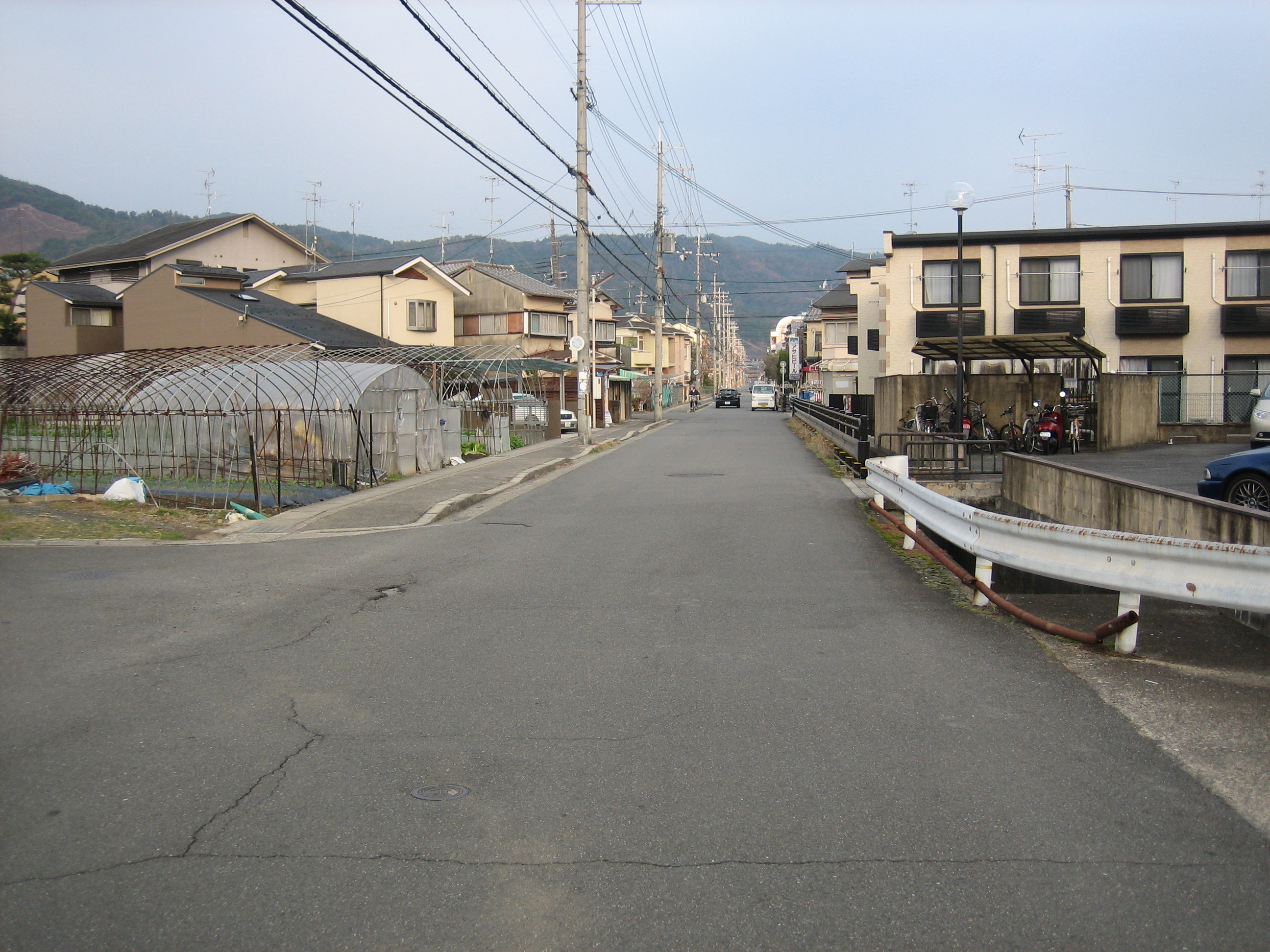
大徳寺通　西賀茂鹿ノ下町から撮影

地元からは旧大宮通（きゅうおおみやどおり）、紫竹街道（しちくかいどう）の名で親しまれている。北は西賀茂蟹ヶ坂町南側を、南は建勲通をそれぞれ起終点とする。
大宮地域以南では、一筋東を大宮通（新大宮通）が並行して通っている。これは、昭和初期以降に実施された土地区画整理事業によって、延伸されたものである。
かつての大宮通は紫野地域で突き当たっており、その周辺は大宮頭（おおみやがしら、ややみやかしら）と呼ばれていたこの先は、やや北西に曲がって北へ延びる小路があり、雲林院や大徳寺門前を経て洛外へ抜けていたという。この小路が、現在の大徳寺通とほぼ重なっており、旧大宮通（かつての大宮通）と称される由縁となっている。
賀茂の社（上賀茂神社）、果ては江文峠を経由して大原、鯖街道に通じる主要道として、往来で賑わっていたという。1637年の『寛永十四年洛中絵図』には、今宮通と交差する十字路から北へ延びる道が描かれ、その両隣には「町屋」と記されている。
玄以通との交差点を約50m北に進んだ紫竹下竹殿町内には三叉路があり、1842年（天保13年）に設置された標石が残されている。ここには「左、にしがも神光院岩屋道　右、上賀茂貴布祢くらま道」と刻まれており、左へ進めば神光院を経て雲ケ畑へ、右へ進めば上賀茂を経て貴船・鞍馬へ通じる旨が記されている。この三叉路は、『寛永十四年洛中絵図』にも描かれており、洛外へ通じる道として利用されていた。
今日のような住宅街を貫く生活道路として整備されたのは、上述の土地区画整理事業の進展による。1929年（昭和4年）の測量図を見ると、区画整理が完了し、整然と住宅地が並んでいる様子が見て取れる。
閑静な住宅地を縦断しており、全線を通じて交通量は比較的少ない。待鳳小学校周辺では、平日の登校時において、自動車通行が制限される。今宮通以南で、伝統的な佇まいの古民家や京町家が各所に残されている一方、御薗橋通以北では宅地化が進展するも、今なお田園風景が随所にみられる。

## 名前の由来
通り自体は、大徳寺の建立とほぼ同時期にできたようである。大徳寺参詣道の意味合いは薄く、むしろ大徳寺の側に沿って通っていたことから名付けられたようだ。

## 沿線の主な施設

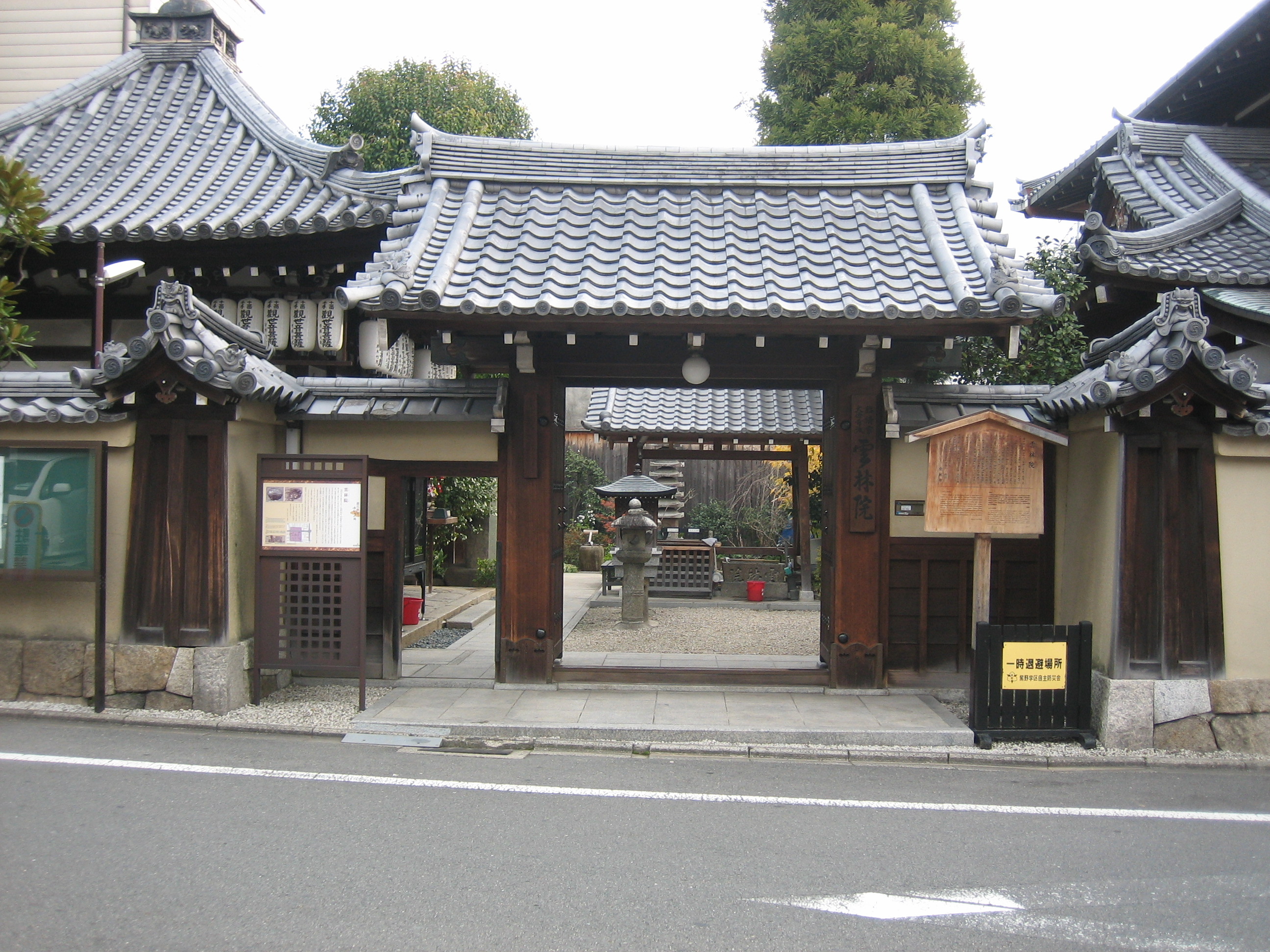
雲林院門前　紫野雲林院町から撮影

- 京都市営バス西賀茂営業所
- 京都市立大宮小学校
- 御薗橋801商店街
- 久我神社
- 京都市立待鳳小学校
- 大徳寺
- 雲林院

## 交差する道路など
- 船岡東通
- 御薗橋通
- 玄以通
- 北山通
- 今宮通
- 北大路通 （京都市道181号京都環状線）
- 建勲通